# Plastic Ono Band
Pour les articles homonymes, voir Plastic Ono Band (homonymie).
Plastic Ono Band est un groupe articulé autour de John Lennon et de Yoko Ono, créé en 1969, quelques semaines après que Lennon ait quitté les Beatles. La composition du groupe n'est jamais restée fixe, en dehors de ses deux fondateurs. Parmi les musiciens qui en ont un jour ou l'autre fait partie, on retrouve Eric Clapton, Klaus Voormann, Billy Preston, Nicky Hopkins, Alan White et les ex Beatles George Harrison et Ringo Starr.

## Discographie
- John Lennon, Live Peace in Toronto 1969 (1969) - Avec Eric Clapton, Klaus Voorman et Alan White
- John Lennon/Plastic Ono Band (1970) - Avec Ringo Starr, Klaus Voorman, Billy Preston et Phil Spector
- Yoko Ono/Plastic Ono Band (1970) - Klaus Voorman, Ringo Starr et Ornette Coleman.
- John Lennon & Yoko Ono, Some Time in New York City (1972) - Avec entre autres, George Harrison, Frank Zappa, Alan White, Billy Preston, Keith Moon.
- Yoko Ono, Approximately Infinite Universe (1973)
- Yoko Ono, Feeling the Space (1973)
- John Lennon, Mind Games (1973)
- John Lennon, Walls and Bridges (1974) -Avec Elton John, Harry Nilsson, Bobby Keys, Jim Keltner, etc.
- John Lennon, Shaved Fish (1975) - Compilation
- Yoko Ono, Don't Stop Me! (2009)
- Yoko Ono, Between My Head and the Sky (2009)
- Yoko Ono, The Flaming Lips with Yoko Ono/Plastic Ono Band (2011)
- Yoko Ono, Take Me to the Land of Hell (2013)